# Zimochowiec
Zimochowiec – osada w Polsce położona w województwie wielkopolskim, w powiecie wrzesińskim, w gminie Pyzdry. Miejscowość wchodzi w skład sołectwa Dolne Grądy.
W latach 1975–1998 miejscowość administracyjnie należała do województwa konińskiego.